# Mauro Corda
Pour les articles homonymes, voir Corda.
Mauro Corda, né le 27 juillet 1960, à Lourdes, est un sculpteur contemporain français.

## Biographie
Originaire de Sardaigne en Italie, Mauro Corda est issu d’une famille de bâtisseurs. 
De 1976 à 1979, il entame sa formation de sculpture à l’École des beaux-arts de Reims, auprès de Charles Auffret, puis aux Beaux-Arts de Paris, dans l’atelier de Jean Cardot de 1981 à 1985. Il obtient ensuite une bourse lui permettant de poursuivre son apprentissage à la Casa de Velázquez de Madrid de 1985 à 1987.

## Sculptures
- Sillery France / Sillery Québec, hôtel de ville de Sillery, 1988 : commande dans le cadre du jumelage de la commune française de Sillery dans la Marne et celle de Sillery, un des quartiers de la ville de Québec au Canada[1].
- Le Torero, Arènes du Plumaçon, Mont-de-Marsan, 1992[2].
- Statue représentant Cyrano de Bergerac, bronze, à Bergerac, place Pélissière, 2005[3],[4].
- Statue du footballeur Henri Michel au stade de la Beaujoire à Nantes, inaugurée le 8 mai 2021[5]

## Expositions
- 29 août - 30 octobre 1996 : Mauro Corda : sculptures en bronze, Venise, Galleria del Leone[6].
- 18 septembre 15 novembre 1999 : Le gothique engagé de Mauro Corda,  Musée des Beaux-Arts de Reims[7].
- 13 octobre - 5 novembre 2005 : Mauro Corda : la boucherie nunca mas, Barcelone, Musée Frederic-Marès[8].
- 28 janvier - 20 février 2014 : Les insolites de Mauro Corda, Paris, Réfectoire des Cordeliers[9].
- 1er avril - 15 juillet 2018 : Zoospective : le règne animal de Mauro Corda, Besançon, Naturalium de la Citadelle[10],[11],[12],[13].
- 14 avril - 29 juillet 2018 : Mauro Corda, Musée Jean-de-La-Fontaine et Hôtel-Dieu, Château-Thierry ; Maison de Camille et Paul Claudel, Villeneuve-sur-Fère[10],[14].
- 16 septembre - 31 décembre 2022 : Mauro Corda : un autre regard, Clichy, Pavillon Vendôme[15],[16].